# Andrea Vilter

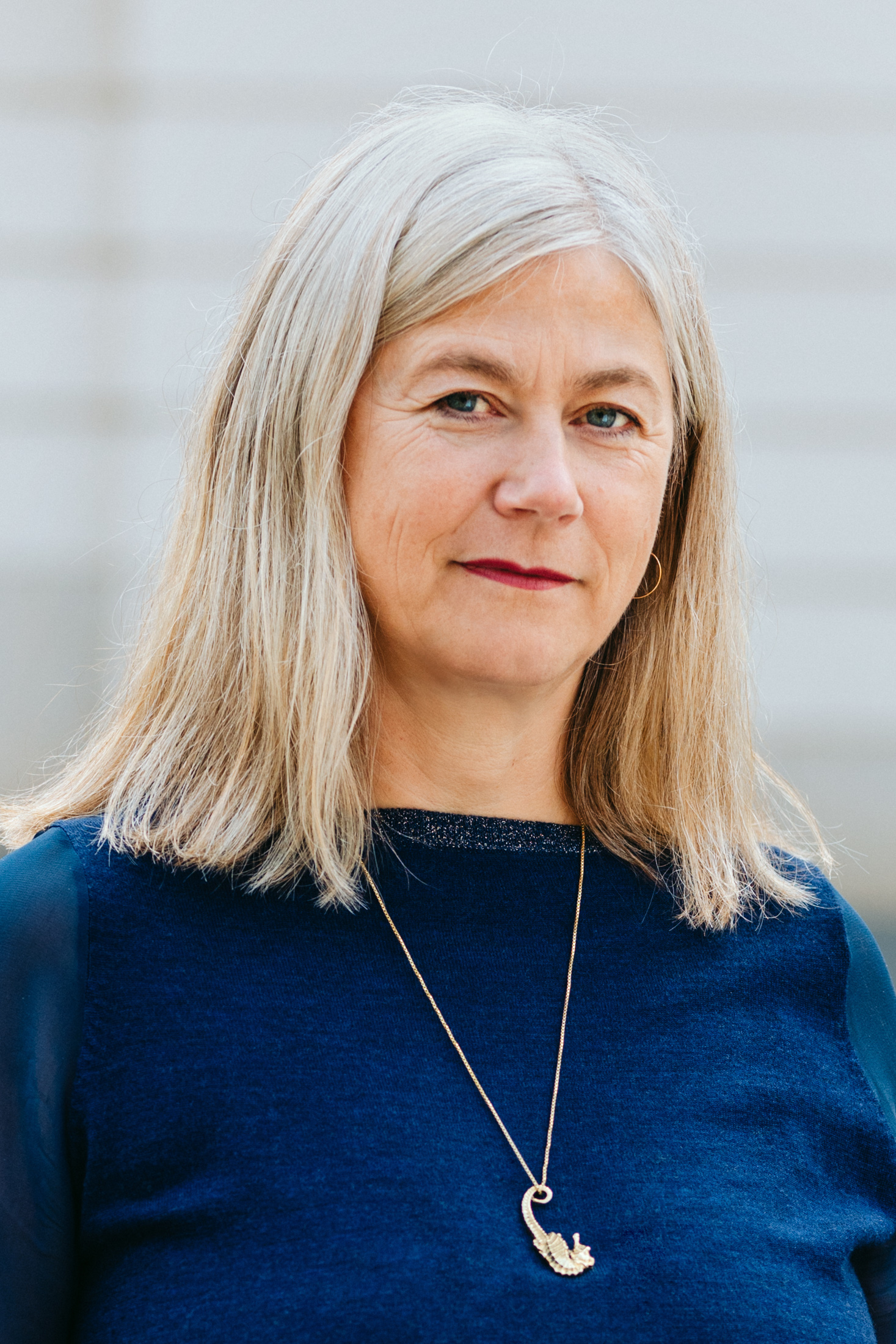
Andrea Vilter

Andrea Vilter (geboren 1966 in Köln) ist Dramaturgin sowie Professorin für Dramaturgie und Regie im Fachgebiet Bühnen- und Kostümbild an der Kunsthochschule Berlin-Weißensee (Eigenschreibweise: weißensee kunsthochschule berlin). Neben ihrer Lehrtätigkeit arbeitete sie an verschiedenen Bühnen in Deutschland und Österreich und ist seit Herbst 2023 Intendantin des Grazer Schauspielhauses.

## Biografie
Bereits während des Studiums der Literatur- und Theaterwissenschaft in Mainz und Berlin arbeitete Andrea Vilter in unterschiedlichen Funktionen am Theater, u. a. am Hebbel-Theater in Berlin, am Schauspiel Bonn, am Kleist-Theater Frankfurt (Oder) am Stadttheater Hildesheim. Zur gleichen Zeit wirkte sie maßgeblich in der von Bernd Mottl und Marcel Pomplun neu gegründeten Studiobühne an der Freien Universität Berlin mit. Sie arbeitete dort ebenfalls in unterschiedlichen Positionen, u. a. als Dramaturgin, Regisseurin und von 1993 bis 1997 als Leiterin der Studiobühne.
1994 absolvierte sie bei Corinna Brocher im Rowohlt Theater Verlag Reinbek ein Verlagspraktikum und arbeitete dort anschließend bis 2000 als freie Lektorin. 1999 erhielt sie ein einjähriges Stipendium an der Akademie Schloss Solitude in Stuttgart, wo sie u. a. anlässlich des zehnjährigen Bestehens der Akademie in Kooperation mit dem Staatstheater Stuttgart ein Internationales Akademie-Theaterfestival leitete und mehrere Publikationen mit herausgab.
2001 holte Hans-Joachim Ruckhäberle sie als Dramaturgin ans Bayerische Staatsschauspiel unter Dieter Dorn, wo sie bis 2008 u. a. mit den Regisseurinnen und Regisseuren Tina Lanik, Franz Xaver Kroetz, Amelié Niermeier, Uwe Eric Laufenberg und Jan Philipp Gloger zusammenarbeitete. 2006 war sie u. a. mit Lukas Bärfuß und David Bösch in der Jury des Stückemarkts des Berliner Theatertreffens, 2007 Jurorin für den Autorenförderpreis und danach mehrmals Dramaturgin beim Stückemarkt.
2003 übernahm sie einen Lehrauftrag an der Otto-Falckenberg-Schule in München, wo sie bis 2014 Schauspiel- und Regiestudierende unterrichtete. In diesem Zusammenhang kooperierte sie mehrfach mit Katrin Brack und ihrer Bühnenbildklasse an der Akademie der Bildenden Künste, München. Ab 2008 war sie in der gleichen Funktion auch am Mozarteum Salzburg tätig. Von 2012 bis 2014 hatte sie eine Gastprofessur für Regie und Dramaturgie an der weißensee kunsthochschule berlin inne. Außerdem war sie als freie Dramaturgin tätig, u. a. am Burgtheater Wien, wo sie mit den Regisseuren Stefan Bachmann (Winterreise von Elfriede Jelinek, Nestroy-Preis 2011) und Luc Bondy (Molière Tartuffe, in Koproduktion mit den Wiener Festwochen) zusammenarbeitete.
Von 2014 bis 2016 war Andrea Vilter Leiterin des Schauspiels und Chefdramaturgin am Hessischen Staatstheater Wiesbaden. Seit 2016 ist sie Professorin für Dramaturgie und Regie im Fachgebiet Bühnen- und Kostümbild der Kunsthochschule Berlin-Weißensee. Im Herbst 2021 wurde die Entscheidung der Berufungsjury Graz bekannt, dass Andrea Vilter in Nachfolge von Iris Laufenberg zur Spielzeit 2023/24 die Intendanz des Grazer Schauspielhauses übernehmen wird.

## Belege
1. ↑  Andrea Vilter übernimmt Intendanz am Schauspiel Graz, nachtkritik.de vom 5. November 2021, abgerufen am 11. November 2021
2. ↑  Margarete Affenzeller: Andrea Vilter gräbt für das Schauspielhaus Graz vergessene Stücke aus. derstandard.at, 23. Mai 2023, abgerufen am 25. September 2023.

| Personendaten    | Personendaten                              |
| ---------------- | ------------------------------------------ |
| NAME             | Vilter, Andrea                             |
| KURZBESCHREIBUNG | deutsche Dramaturgin und Hochschullehrerin |
| GEBURTSDATUM     | 1966                                       |
| GEBURTSORT       | Köln                                       |